# Cecilia Gasdia

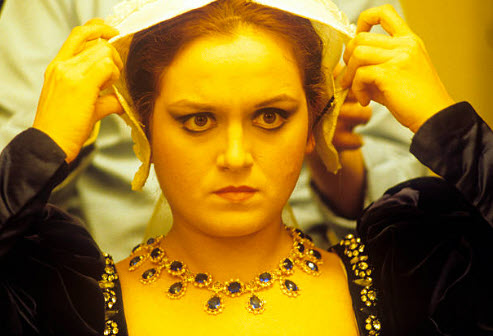
Cecilia Gasdia (1982).

Cecilia Gasdia (Verona, 14 de agosto de 1960) es una soprano italiana.

## Trayectoria
En 1980, ganó el concurso de canto Maria Callas celebrado en Milán interpretando arias de Norma estando entonces en cuarto de canto en el conservatorio de Verona.
Tras el premio, debutó con Luisa Miller en Pavia en 1981, interpretó La rondine en la RAI y sustituyó a Montserrat Caballé en La Scala en Ana Bolena.